# Meredith Vieira
Meredith Louise Vieira (East Providence, Rhode Island, 30 de dezembro de 1953) é uma jornalista e apresentadora de televisão estadunidense.
É filha de luso-americanos de primeira geração e neta de açorianos da ilha do Faial.